# Olena Kisilevska
Olena Kysilevska u Olena Kysilewska (en ucraniano: Олена Львівна Кисілевська; Monastiriska, 24 de marzo de 1869- Ottawa, 29 de marzo de 1956) fue una activista social, periodista y escritora ucraniana. También fue senadora (1928-1935) por el partido Unión Nacional Democrática Ucraniana (UNDO) en el Senado de Polonia.

## Biografía
Olena nació el 24 de marzo de 1869 en Monastiiska, reino de Galitzia y Lodomeria del Imperio Austrohúngaro y falleció el 29 de marzo de 1956 en Ottawa, Ontario, Canadá. 
Nació en el seno de la familia de un sacerdote de la Iglesia greco-católica ucraniana Lev Simenovich. Pasó su infancia en el pueblo de Filvarky (actualmente Pidhorodne), que ahora está unido a la ciudad de Monastyriska. Tras la muerte de su padre sacerdote, en 1884 ingresó en la escuela Vidilov de Stanislaviv (actualmente Ivano-Frankivsk). Participó activamente en el movimiento feminista de Galitzia, uniéndose a la Tovarystvo Ruskij Zhinok (Asociación de Mujeres Ucranianas) que había sido fundada en 1884 por Natalia Kobrinska.
Kisilevska comenzó a publicar relatos cortos y artículos sobre educación y derechos de la mujer en almanaques y revistas en 1910, y a partir de 1912 dirigió una página femenina en el periódico Dilo. Durante la Primera Guerra Mundial, fue miembro del comité de ayuda a prisioneros de guerra y heridos del Movimiento Internacional de la Cruz Roja en Viena (Austria). Después de la guerra, fue miembro de la ejecutiva de la Unión de Mujeres Ucranianas en Leópolis.

Durante muchos años (1925-1939) publicó y editó la revista semimestral Zhinocha dolia en Kolomyia. Viajó mucho por Europa occidental y Norteamérica (1924), participando en el movimiento internacional de mujeres y organizando organizaciones de mujeres ucranianas. Varios de estos viajes fueron descritos en sus diarios de viaje Cartas desde la costa del Mar Negro (1939) y Alrededor de mi tierra natal (1951).

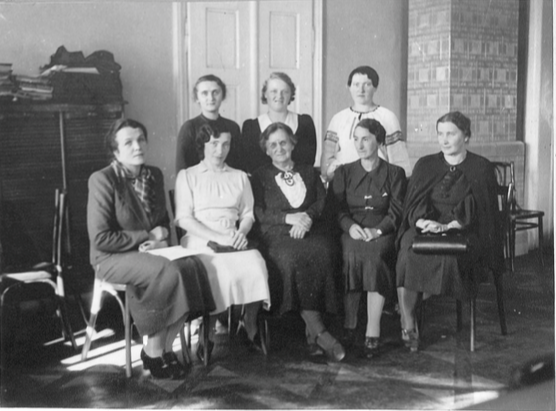
Los instructores agrícolas. De pie en la parte posterior de izquierda a derecha: Oksana Duchiminska, Jaritia Kononenko, Maria [...]. Sentadas delante, de izquierda a derecha: Irena Pavlikovska, Olena Shtogrin (de América), Olena Kiselivska, Irena Dombchevska y Olena Stepaniv-Dashkevich.

Kisilevska fue miembro activo de la Alianza Nacional Democrática Ucraniana y fue elegida para dos legislaturas en el Senado polaco (1928-1935). En las reuniones del Senado habló de la violación de los derechos de los ucranianos, principalmente mediante la retirada del idioma ucraniano de las escuelas. Abogó por la necesidad de financiar las escuelas ucranianas con fondos del presupuesto estatal. Pidió la creación de escuelas profesionales para los jóvenes ucranianos.
A partir de 1935, dirigió la sección femenina de la sociedad Silskyi Hospodar en Leópolis. Silskyi Hospodar se había fundado en 1899 y era la organización agrícola más importante de Galicia. Otros de sus miembros eran Irina Pavlikovska, Jarita Kononenko e Irena Dombchevska.
Como consecuencia de la Segunda Guerra Mundial, Kisilevska vivió como desplazada en el norte de Europa hasta que emigró a Canadá en 1948 para reunirse con su hijo Vladímir Kaye-Kysilevsky, historiador, periodista y editor. Ese mismo año, Olena fue elegida primera presidenta de la Federación Mundial de Organizaciones de Mujeres Ucranianas, cargo que ocupó hasta su muerte. La organización creó los primeros vínculos de organizaciones de mujeres de toda la diáspora ucraniana. La lista de 1948 era la UNWLA, la Cruz de Oro Ucraniana, la Organización Olha Basarab de Mujeres Ucranianas de Canadá; la Liga de Mujeres Católicas Ucranianas de Canadá; la Asociación de Mujeres Ucranianas de Alemania; la Organización de Mujeres Ucranianas de Gran Bretaña; la Unión de Mujeres Ucranianas de Bélgica; la Soiuz Ukrainok de Francia; la Organización de Mujeres de Brasil; la Soiuz Ukrainok de Argentina; la Unión de Mujeres Ucranianas de Venezuela y la Soiuz Ukrainok. 
Kisilevska falleció el 29 de marzo de 1956 en Ottawa, Ontario, Canadá.

## Archivos
- Los archivos personales de Kysilevska (obras de arte, artículos, bocetos y memorias) se conservan en la Biblioteca y Archivos de Canadá de Ottawa como The Olena Kysilevska Collection (1985), publicado por el Instituto Canadiense de Estudios Ucranianos.[2][6]
- Su obra también se encuentra en el Ukrainian Research Institute de Harvard, en los archivos HOLLIS 009497096. La correspondencia que se encuentra allí "arroja luz sobre las actividades editoriales de Olena Kysilevska, presidenta de la Federación Mundial de Organizaciones de Mujeres Ucranianas (1948-1956)"[9]